# Trimma stobbsi
Trimma stobbsi es una especie de peces de la familia de los Gobiidae en el orden de los Perciformes.

## Hábitat
Es un pez de Mar í de clima tropical que vive hasta los 18-26 m de profundidad.

## Distribución geográfica
Se encuentra en las Maldivas y desde Indonesia y Papúa Nueva Guinea hasta las Islas Salomón, Australia y Nueva Caledonia.

## Observaciones
Es inofensivo para los humanos.